# Sid Meier's SimGolf
Sid Meier's SimGolf är ett datorspel producerat av Maxis 2002, där spelaren får bygga en egen golfbana. Förutom bandesign och byggande av faciliteter, får man spela på banan som klubbens Pro. Genom utveckling av banan och lyckade slag förbättras dennes färdigheter, exempelvis långa utslag, puttning och backspin.
Det finns flera olika svårighetsgrader, även ett sandlåde-läge, där du kan spela med obegränsade tillgångar och se vad du kan behöva göra för att utveckla din golfbana i dom andra svårighetsgraderna.